# 锥花莸
锥花莸（学名：Pseudocaryopteris paniculata）为唇形科锥花莸属下的一个种。过去曾被分入莸属下。